# ناقل العدوى الفائق
ناقل العدوى الفائق هو عبارة عن مضيف -كائن حي مصاب بمرض -يصيب بشكل غير متناسب أكبر عدد من الاتصالات الثانوية من العوائل الأخرى المصابة أيضًا بالمرض نفسه. ويمكن للإنسان المريض أن يكون ناقلًا فائقًا للعدوى؛ وأكثر عرضة للإصابة بالعدوى عن معظم الأشخاص المصابين بالمرض. وبالتالي، فيشكل ناقلي العدوى الفائقين مصدر قلق كبير في علم الأوبئة (دراسة انتشار الأمراض).
وتتوافق بعض حالات النقل الفائق للعدوى مع قاعدة 20/80، حيث يتحمل حوالي 20 ٪ من الأفراد المصابين المسؤولية عن 80 ٪ من عمليات الإرسال، على الرغم من أنه لا يزال من الممكن القول بأن حوادث النقل الفائق تحدث عندما يمثل ناقلو العدوى الفائقين نسبة أعلى أو أقل من النسبة المئوية للإرسال. وتصيب غالبية الأفراد القليل من الاتصالات الثانوية نسبيًا في الأوبئة ذات النقل الفائق.
وتتشكل حوادث النقل الفائق بعوامل متعددة بما في ذلك انخفاض المناعة الجماعية، وعدوى المستشفيات، والفوعة، والحمل الفيروسي، والتشخيص الخاطئ، وديناميات وتدفق الهواء، والقمع المناعي، والإصابة المشتركة بمسببات مرضية أخرى.

## عوامل الإرسال
عرف عامل الإرسال الذي يفرز عددًا أكبر من المعتاد من مسببات الأمراض خلال فترة العدوى. يؤدي هذا إلى تعرض جهات الاتصال الخاصة بهم لأحمال فيروسية / بكتيرية أعلى مما يمكن رؤيته في جهات الاتصال غير فائقة الانتشار مع نفس مدة التعرض.

### رقم التكاثر الأساسي
رقم التكاثر الأساسي R0 هو متوسط عدد الإصابات الثانوية التي يسببها شخص معدي نموذجي في مجموعة سكانية معرضة تمامًا للإصابة. يعثر على رقم التكاثر الأساسي بضرب متوسط عدد جهات الاتصال في متوسط احتمال إصابة الفرد المعرض للإصابة بالعدوى، وهو ما يسمى بإمكانية التساقط.
R0 = عدد جهات الاتصال × إمكانية التخلص

### رقم التكاثر الفردي
يمثل رقم التكاثر الفردي عدد الإصابات الثانوية التي يسببها فرد معين خلال الوقت الذي يكون فيه الفرد معديًا. بعض الأفراد لديهم أعداد تكاثرية أعلى بكثير من متوسط الأفراد ويُعرفون باسم الأعداد الفائقة الانتشار. من خلال تتبع المخالطين، حدد علماء الأوبئة منتشرين في الحصبة والسل والحصبة الألمانية وجدري القردة والجدري وحمى الإيبولا النزفية والسارس.

### الالتهابات المشتركة مع مسببات الأمراض الأخرى
أظهرت الدراسات أن الرجال المصابين بفيروس نقص المناعة البشرية المصابين بمرض واحد على الأقل ينتقل عن طريق الاتصال الجنسي، مثل السيلان والتهاب الكبد الوبائي C وفيروس الهربس البسيط 2، يكون معدل إفرازهم لفيروس نقص المناعة البشرية أعلى من الرجال غير المصابين بالعدوى المرافقة. حسب معدل التخلص هذا عند الرجال الذين لديهم حمولات فيروسية مماثلة لفيروس نقص المناعة البشرية. بمجرد الانتهاء من علاج العدوى المشتركة، يعود معدل التخلص من فيروس نقص المناعة البشرية إلى مستويات مماثلة للرجال غير المصابين بعدوى مشتركة.

### نقص مناعة القطيع
تشير مناعة القطيع، أو تأثير القطيع، إلى الحماية غير المباشرة التي يوفرها أفراد المجتمع المحصنون للأعضاء غير المحصنين لمنع انتشار الأمراض المعدية. كلما زاد عدد الأفراد المحصنين، قل احتمال حدوث تفشي لأن هناك عدد أقل من جهات الاتصال الحساسة. في علم الأوبئة، تُعرف مناعة القطيع بأنها حالة معالة لأنها تؤثر على الانتقال بمرور الوقت. نظرًا لأن العامل الممرض الذي يمنح الحصانة للناجين ينتقل عبر مجموعة سكانية حساسة، فإن عدد جهات الاتصال المعرضة للإصابة ينخفض. حتى إذا بقي الأفراد المعرضون للإصابة، فمن المرجح أن يحصن المخالطين لهم، ما يمنع أي انتشار إضافي للعدوى. نسبة الأفراد المناعيين في مجموعة سكانية قد لا يستمر المرض فوقها هي عتبة مناعة القطيع. تختلف قيمته باختلاف ضراوة المرض، وفعالية اللقاح، وعامل التلامس بين السكان. هذا لا يعني أن تفشي المرض لا يمكن أن يحدث، لكنه سيكون محدودًا.

## انتشار واسع أثناء الجائحات أو الأوبئة

### جائحة كوفيد -19: 2020 حتى الوقت الحاضر
قفز انتشار حالات الإصابة المؤكدة بفيروس SARS-CoV-2 في كوريا الجنوبية فجأة بدءًا من 19 إلى 20 فبراير 2020. وفي 19 فبراير، ارتفع عدد الحالات المؤكدة بمقدار 20. في 20 فبراير، تأكدت 58 أو 70 حالة جديدة، ما يعطي إجمالي 104 حالة مؤكدة، وفقًا لمراكز السيطرة على الأمراض والوقاية منها في كوريا (KCDC). ووفقًا لرويترز، أرجع المركز القفزة المفاجئة إلى 70 حالة مرتبطة بـ(المريض 31)، الذي شارك في تجمع في دايجو في كنيسة شينتشونجي ليسوع ومعبد خيام الشهادة. في 20 فبراير، كانت شوارع دايجو فارغة كرد فعل على تفشي شينتشونجي. وصف أحد السكان رد الفعل، قائلًا: يبدو الأمر كما لو أن شخصًا ما أسقط قنبلة في وسط المدينة. تبدو مثل كارثة الزومبي. في 21 فبراير، أبلغ عن أول حالة وفاة. وفقًا لرئيس بلدية دايجو، فإن عدد الحالات المشتبه بها حتى 21 فبراير هو 544 من بين 4400 من أتباع الكنيسة الذين فحصوا. في وقت لاحق من تفشي المرض، في مايو، قام رجل يبلغ من العمر 29 عامًا بزيارة العديد من النوادي الليلية في سيول في ليلة واحدة ما أدى إلى إصابة 79 شخصًا آخر على الأقل بالعدوى.
كان مؤتمر الأعمال في بوسطن (ماساتشوستس) في الفترة من 26 إلى 28 فبراير حدثًا واسع الانتشار.
بين 27 فبراير و1 مارس، أدى حدث جماعة التبليغ في مسجد جامك، سيري بيتالينغ في كوالالمبور، ماليزيا، بحضور ما يقرب من 16000 شخص، إلى تفشي كبير في جميع أنحاء البلاد. بحلول 16 مايو، ربطت 3348 حالة إصابة بكوفيد-19 من إجمالي حالات الإصابة في ماليزيا في ذلك الوقت - بالحدث، ومع زيارة نحو 10% من الحاضرين من الخارج، أدى الحدث إلى انتشار الفيروس في جميع أنحاء جنوب شرق آسيا. أرجعت الحالات في كمبوديا وإندونيسيا وفيتنام وبروناي والفلبين وتايلاند إلى تجمع المسجد. 

## تحديد الحدث ذي الانتشار الفائق
على الرغم من وجود تعريفات محددة للانتشار الفائق، فقد بذلت بعض الجهود في تحديد ما يمكن اعتباره بحدث الانتشار الفائق (SSE) على نحوِ أكثر وضوحًا. حدد لويد سميث وآخرون. (2005) بروتوكول لتحديد الحدث فائق الانتشار على النحو التالي:
1.      تقدير العدد الإنجابي الفعال، المشار إليه اختصارًا بالرمز (R)، للمرض والسكان المعنيين؛
2.      إجراء توزيع بواسون مع متوسط العدد المشار إليه اختصارًا بالرمز (R)، ليمثل النطاق المتوقع المشار إليه بالرمز ( (Z بسبب العشوائية دون اختلاف فردي؛
3.       تحديد الحدث ذو الانتشار الفائق (SSE) على أنه أي شخص مصاب يصيب بالمرض أكثر من الآخرين، حيث Z (n) هي النسبة المئوية التاسعة لتوزيع العدد الإنجابي الفعال.
يعرّف بروتوكول حدث الانتشار الفائق المئوي الذي يتميز بنسبته التي تبلغ 99% كحالة تسبب إصابات أكثر مما يحدث في 99٪ من التواريخ المعدية في مجموعة متجانسة.
خلال تفشي مرض السارس في بكين بالصين عام 2003، عرف علماء الأوبئة الحدث ذو الانتشار الفائق على أنه شخص يمتاز بقدرته على نقل مرض السارس إلى ما لا يقل عن ثماني جهات اتصال.
قد تساهم نواقل المرض الفائقة المرض في إظهار المرض من عدمه.